# Forestal (Viña del Mar)
Forestal es un barrio residencial de Viña del Mar, Chile, ubicado en el sector sur de la comuna, entre la Quinta Vergara y Chorrillos.
Tiene su origen en la década de 1930 luego del loteo de los terrenos del fundo Siete Hermanas por parte de su dueña Blanca Vergara. Debido a su emplazamiento próximo, la Compañía de Refinería de Azúcar de Viña del Mar comenzó a adquirir terrenos para el uso de sus trabajadores y empleados.